# Třebenice (okres Třebíč)
Třebenice (dříve Střebenice, německy Strzebienicz, Trebenicze, Tržebenitz, Střebenitz, Strzebenitz, Trebnitz) jsou obec, která se nachází 11 km jihovýchodně od Třebíče. K obci jsou přidruženy dvě osady – Plešice a Chroustov. Celkový počet obyvatel je 451. Obec je od roku 1998 plynofikovaná a s veřejným vodovodem. Obec je členem mikroregionů Hrotovicko a Horácko, dále je členem energoregionu 2020, svazku obcí TKO, svazku VaK Třebíč a energetického sdružení obcí Jižní Moravy. Obcí prochází silnice druhé třídy II/351.
Nadmořská výška zástavby obce Třebenice a obou obcí přidružených se pohybuje od 430 do 495 m n. m. Konkrétně Třebenice 475–495, Plešice 450–460, Chroustov 430–440 m n. m.
Sousedními obcemi sídla jsou Valeč, Vladislav, Stropešín, Třesov, Dolní Vilémovice, Koněšín, Číměř a Kozlany.

## Historie
V letech 1368 až 1547 v obci stála tvrz.
První písemná zmínka o obce pochází z roku 1406, kdy Přech z Kojetic poslal k soudu Hovorku, že mu pobral desátky, které získal v Třebenicích. Již dříve však byl zmíněn Chroustov, který v roce 1385 byl prodán Ráčkovi ze Zbraslavi, Plešice pak byly zmíněny již roku 1131, kdy patřila Znojmu. Třebenice patřily k hradu Holoubku, v roce 1440 však byl hrad z nařízení velkomeziříčského sněmu zbořen a obsazen loupežníky a poničen kolem roku 1447.
V tu dobu Valeč patřila od roku 1437 Mikulášovi a Vaňkovi z Náramče, ti pak prodali roku 1447 Benešovi z Vlašimi, ale ten obratem prodal valečské panství Hanušovi z Mírova a Rájce. V roce 1480 pak Ráječtí z Mírova prodali Valeč, Vilémovice a další statky Janovi z Kunštátu. Posléze Valeč zastavil Janovi Španovi z Barnštajnu, ale musel pak obratem panství navrátit zpět do rukou pánů z Kunštátu. V roce 1552 zakoupil valečské panství i s Třebenicemi Jan z Pernštejna, v roce 1531 pak prodal panství Smilovi z Doubravice, roku 1558 pak zakoupil Valeč, Vilémovice, Chroustov a Plešice Jiřík Čela z Čechovic, v roce 1567 pak zakoupil tento majetek Bartoloměj Vanecký z Jemničky.
V roce 1630 se stal majitelem valečského panství Jiří z Náchoda, pak Bedřich z Vlašimi a následně v roce 1639 znovu Jiří z Náchoda. V roce 1667 zakoupil Valeč Grissl z Grisslau, pak roku 1675 František Schneider von Schneidau a roku 1685 Leopold Odkolek. V roce 1713 zakoupil Valeč Jan Pachta z Rájova a pak v roce 1725 zakoupili panství Forgáčovi, ti je prodali roku 1785 Joachimu Hessovi a ten pak roku 1850 prodal panství Jiřímu Sinovi, který zakoupil i dalešické panství a valecké panství.
Třebenice (samotná ves) však od dávna patřily do panství dalešického, to v roce 1546 získal Karel ze Žerotína, do té doby patřily dalešickému klášteru, v roce 1553 získal zástavu nad Dalešicemi Burian z Doubravice, posléze patřily Jindřichovi Kralickému z Kralic, pak Sedlničtí z Choltic a od roku 1613 páni z Náchoda. Toho roku je zakoupil i s dalšími vesnicemi Jiří z Náchoda, v roce 1650 je zakoupil Hynek Jiří z Hodic. Posléze je zakoupil Leopold Odkolek, který spojil v roce 1685 dalešické a valecké panství.
V roce 1888 byla postavena školní budova, roku 1912 byla postavená nová dvojtřídní školní budova.
Do roku 1849 patřily Třebenice do dalešického panství, od roku 1850 patřily do okresu Moravský Krumlov, pak od roku 1942 do okresu Moravské Budějovice a od roku 1960 do okresu Třebíč. Mezi lety 1850 a 1867 patřily Třebenice pod Valeč a mezi lety 1980 a 1990 byla obec začleněna pod Dalešice, následně se obec osamostatnila.

## Obyvatelstvo
| Rok            | 1869 | 1880 | 1890 | 1900 | 1910 | 1921 | 1930 | 1950 | 1961 | 1970 | 1980 | 1991 | 2001 |
| Počet obyvatel | 499  | 543  | 534  | 558  | 591  | 591  | 586  | 501  | 547  | 477  | 422  | 401  | 423  |

## Politika

### Volby do Poslanecké sněmovny
|       | 2006                | 2010                | 2013                | 2017                | 2021                |
| ----- | ------------------- | ------------------- | ------------------- | ------------------- | ------------------- |
| 1.    | ČSSD (43,67 %)      | ČSSD (27,23 %)      | ČSSD (22,58 %)      | ANO (35,45 %)       | SPOLU (31,38 %)     |
| 2.    | KDU-ČSL (15,51 %)   | KSČM (15,62 %)      | KSČM (19,81 %)      | KSČM (12,27 %)      | ANO (29,28 %)       |
| 3.    | KSČM (14,69 %)      | ODS (13,39 %)       | ANO 2011 (18,43 %)  | Piráti (10,45 %)    | SPD (13,38 %)       |
| účast | 70,20 % (245 z 349) | 64,66 % (225 z 348) | 61,93 % (218 z 352) | 59,46 % (220 z 370) | 65,84 % (239 z 363) |

### Volby do krajského zastupitelstva
|      | 1.                 | 2.                 | 3.                    | účast               |
| ---- | ------------------ | ------------------ | --------------------- | ------------------- |
| 2000 | SNK (37,39 %)      | 4KOALICE (22,76 %) | KSČM (13,82 %)        | 38,16 % (129 z 338) |
| 2004 | KSČM (25 %)        | KDU-ČSL (21,42 %)  | ODS (21,42 %)         | 32,66 % (114 z 349) |
| 2008 | ČSSD (46,58 %)     | KSČM (14,9 %)      | ODS (11,18 %)         | 46,15 % (162 z 351) |
| 2012 | ČSSD (41,66 %)     | KSČM (22,22 %)     | KDU-ČSL (11,11 %)     | 33,9 % (114 z 354)  |
| 2016 | ANO 2011 (21,21 %) | ČSSD (17,42 %)     | KSČM (12,87 %)        | 35,75 % (133 z 372) |
| 2020 | KDU-ČSL (20,86 %)  | ANO (20,86 %)      | STAN+SNK ED (15,65 %) | 31,86 % (115 z 361) |
| 2024 | ANO (40,6 %)       | KDU-ČSL (13,53 %)  | STAN+SNK ED (10,52 %) | 36,59 % (133 z 369) |

### Prezidentské volby
V prvním kole prezidentských voleb v roce 2013 první místo obsadil Jan Fischer (66 hlasů), druhé místo obsadil Jiří Dienstbier (41 hlasů) a třetí místo obsadil Miloš Zeman (40 hlasů). Volební účast byla 64,31 %, tj. 227 ze 353 oprávněných voličů. V druhém kole prezidentských voleb v roce 2013 první místo obsadil Miloš Zeman (137 hlasů) a druhé místo obsadil Karel Schwarzenberg (84 hlasů). Volební účast byla 63,74 %, tj. 225 ze 353 oprávněných voličů.
V prvním kole prezidentských voleb v roce 2018 první místo obsadil Miloš Zeman (118 hlasů), druhé místo obsadil Jiří Drahoš (50 hlasů) a třetí místo obsadil Pavel Fischer (33 hlasů). Volební účast byla 64,05 %, tj. 237 ze 370 oprávněných voličů. V druhém kole prezidentských voleb v roce 2018 první místo obsadil Miloš Zeman (169 hlasů) a druhé místo obsadil Jiří Drahoš (86 hlasů). Volební účast byla 68,36 %, tj. 255 ze 373 oprávněných voličů.
V prvním kole prezidentských voleb v roce 2023 první místo obsadil Andrej Babiš (94 hlasů), druhé místo obsadil Petr Pavel (58 hlasů) a třetí místo obsadila Danuše Nerudová (36 hlasů). Volební účast byla 67,13 %, tj. 241 ze 359 oprávněných voličů. V druhém kole prezidentských voleb v roce 2023 první místo obsadil Andrej Babiš (132 hlasů) a druhé místo obsadil Petr Pavel (124 hlasů). Volební účast byla 71,31 %, tj. 256 ze 359 oprávněných voličů.